# Olympische Winterspiele 1998/Teilnehmer (Südafrika)
| Gelbes Symbol für Goldmedaillen mit stilisierten Olympischen Ringen | Graues Symbol für Silbermedaillen mit stilisierten Olympischen Ringen | Braundes Symbol für Bronzemedaillen mit stilisierten Olympischen Ringen |
| ------------------------------------------------------------------- | --------------------------------------------------------------------- | ----------------------------------------------------------------------- |
| —                                                                   | —                                                                     | —                                                                       |

Südafrika nahm an den Olympischen Winterspielen 1998 im japanischen Nagano mit zwei Athleten teil.
Es war nach 1960 und 1994 die dritte Teilnahme Südafrikas an Olympischen Winterspielen.

## Flaggenträger
Die Eiskunstläuferin Shirene Human trug die Flagge Südafrikas während der Eröffnungsfeier im Olympiastadion.

## Teilnehmer nach Sportarten

### Ski alpin
| Athleten        | Wettbewerbe | 1. Lauf     | 1. Lauf | 2. Lauf     | 2. Lauf | Gesamt      | Gesamt |
| Athleten        | Wettbewerbe | Zeit        | Rang    | Zeit        | Rang    | Zeit        | Rang   |
| --------------- | ----------- | ----------- | ------- | ----------- | ------- | ----------- | ------ |
| Männer          |             |             |         |             |         |             |        |
| Alexander Heath | Super-G     | –           | –       | –           | –       | DNF         | DNF    |
| Alexander Heath | Slalom      | 1:06,82 min | 33      | 1:07,62 min | 27      | 2:14,44 min | 26     |

### Eiskunstlauf
| Athleten      | Wettbewerbe | Kurzprogramm | Kür  | Gesamt    | Gesamt |
| Athleten      | Wettbewerbe | Rang         | Rang | Bewertung | Rang   |
| ------------- | ----------- | ------------ | ---- | --------- | ------ |
| Frauen        |             |              |      |           |        |
| Shirene Human | Einzel      | 23           | 24   | 35,5      | 24     |